# Al-Dżumajl
Al-Dżumajl (arab. الجميل) – miejscowość w północno-zachodniej Libii, w gminie An-Nukat al-Chams, na południe od miasta Zuwara.
Na obrzeżach miasta rozwinięte jest rolnictwo, przede wszystkim uprawy winogron, a także oliwek, fig, migdałów i daktyli. W samym mieście istnieje wiele zakładów produkcyjnych i przemysłowych.
Jest to również ośrodek edukacyjny z wieloma szkołami podstawowymi i średnimi. Ze szkół wyższych znajduje się tu Instytut Zdrowia Wyższej Szkoły Zdrowia Publicznego Uniwersytetu 7 kwietnia .
W mieście znajduje się szpital publiczny, jak również Centrum Rehabilitacji Osób Niepełnosprawnych.